# Una absència tan llarga
Una absència tan llarga (títol original en francès Une aussi longue absence) és una pel·lícula franco-italiana, en blanc i negre, la primera del director Henri Colpi, estrenada el 1961. La pel·lícula va obtenir la Palma d'Or del Festival Internacional de Cinema de Canes. Ha estat doblada al català.

## Argument
Una jove dona creu reconèixer el seu marit, deportat quinze anys abans, sota els trets d'un tranquil vagabund que ha arribat fa poc a la ciutat. Pacientment buscarà fer sociable aquest desconegut sense memòria.

## Repartiment
- Alida Valli... Thérèse Langlois
- Georges Wilson... El rodamón
- Charles Blavette... Fernand
- Amédée... Marcel
- Paul Faivre... Dispeser
- Pierre Parel... Manager
- Catherine Fonteney... Alice
- Diane Lepvrier... Martine
- Nane Germon... Simone
- Georges Bellec... Jove

## Premis i nominacions[calcitació]

### Premis
- Palma d'Or al Festival de Canes ex aequo amb Viridiana de Luis Buñuel.

### Nominacions
- 1963: BAFTA
  - Millor pel·lícula
  - Millor actor estranger per Georges Wilson